# Limone di Siracusa
|  | Dieser Artikel wurde aufgrund von formalen oder inhaltlichen Mängeln in der Qualitätssicherung Biologie zur Verbesserung eingetragen. Dies geschieht, um die Qualität der Biologie-Artikel auf ein akzeptables Niveau zu bringen. Bitte hilf mit, diesen Artikel zu verbessern! Artikel, die nicht signifikant verbessert werden, können gegebenenfalls gelöscht werden. Lies dazu auch die näheren Informationen in den Mindestanforderungen an Biologie-Artikel. |

Der Limone di Siracusa g.g.A. ist die zur Cultivar Femminello siracusano und ihren Klonen gehörige Frucht, die der botanischen Spezies Citrus x limon L. Osbeck zuzuordnen sind. Der Femminello siracusano ist die repräsentativste Cultivar für Italien und bringt drei Blüten hervor: den Primofiore (ab dem 1. Oktober), den Bianchetto (ab dem 15. April) und den Verdello (ab dem 1. Juli). Die Produktspezifikation von Limone di Siracusa g.g.A. enthält das absolute Verbot, die Zitronen vor der Abpackung mit Wachs zu überziehen oder Fungizide anzubringen, daher ist die als Limone di Siracusa g.g.A. zertifizierte Frucht in all seinen Teilen genießbar.

## Herkunft
Die Zitronenpflanze stammt aus Burma, wo sie wild vorkommt: Von hier aus hat sie sich über den Nahen Osten, Mesopotamien und Palästina bis zum Mittelmeer verbreitet, wo optimale Bedingungen für ihre Entwicklung herrschen. Das natürliche Habitat der Zitrone liegt im Streifen zwischen den Breitengraden 40 Grad Nord und 40 Grad Süd: Dieser Gürtel umfasst Kalifornien, Uruguay, Argentinien, Südafrika und den Mittelmeerraum, hauptsächlich Italien, Spanien, Griechenland und die Türkei. Im 16. und 17. Jahrhundert, während des freiherrlichen Monopols der Zitrusfrüchteplantagen, blieb die Verwendung der Zitronen weiterhin auf die Vorbereitung von Luxusspeisen beschränkt.
Die Zitrone wurde in der Syrakuser Gegend ab dem 17. Jahrhundert durch Jesuiten, erfahrene Landwirte, intensiv angebaut. Die Zitrone wurde damals zu einer der wichtigsten Quellen des Lebensunterhalts und erreichte 1891 eine Produktion von etwa 11.600 Tonnen. Der Erfolg dieses Anbaus führte in Sizilien zur Gründung verschiedener Firmen im Zitrusfrüchte-Sektor, die Zitronensaftkonzentrat, Calciumcitrat und Zitronensäure aus dem Saft gewannen. In denselben Jahren erfuhr die Zitrone von Syrakus einen beträchtlichen Erfolg auf den Auslandsmärkten, hauptsächlich in den Vereinigten Staaten und in England, wie auch die Daten der Camera di Commercio e Arti (Handels- und Gewerbekammer) von Syrakus der zweiten Hälfte des 19. Jahrhunderts bestätigen. Die Daten bezüglich des Verkehrs im Syrakuser Hafen am Anfang des 20. Jahrhunderts geben als ausländische Hauptbestimmungsorte der Zitronen, der bitteren und süßen Orangen, des Zitronensaftkonzentrats und des Calciumcitrats die Häfen von Triest, London, Rijeka, Liverpool, Glasgow, Manchester, Malta und Odessa an.
Trotz der Urbanisierung und der Industrialisierung, die ab der Zeit nach dem Zweiten Weltkrieg stattgefunden haben, wurde die Zitronenkultur im Syrakuser Territorium nicht aufgegeben, und sie repräsentiert heute noch einen sehr wichtigen wirtschaftlichen Sektor: Syrakus wird in qualitativer und in quantitativer Hinsicht sowohl auf dem italienischen Markt als auch auf den europäischen Märkten als ein Bezugspunkt für das frische Produkt betrachtet. Am 3. Februar 2011 wurde die Bezeichnung „Limone di Siracusa“ in das Register der geschützten geographischen Angaben (g.g.A.) eingetragen – Verordnung (EU) Nr. 96/2011.

## Eigenschaften der Frucht

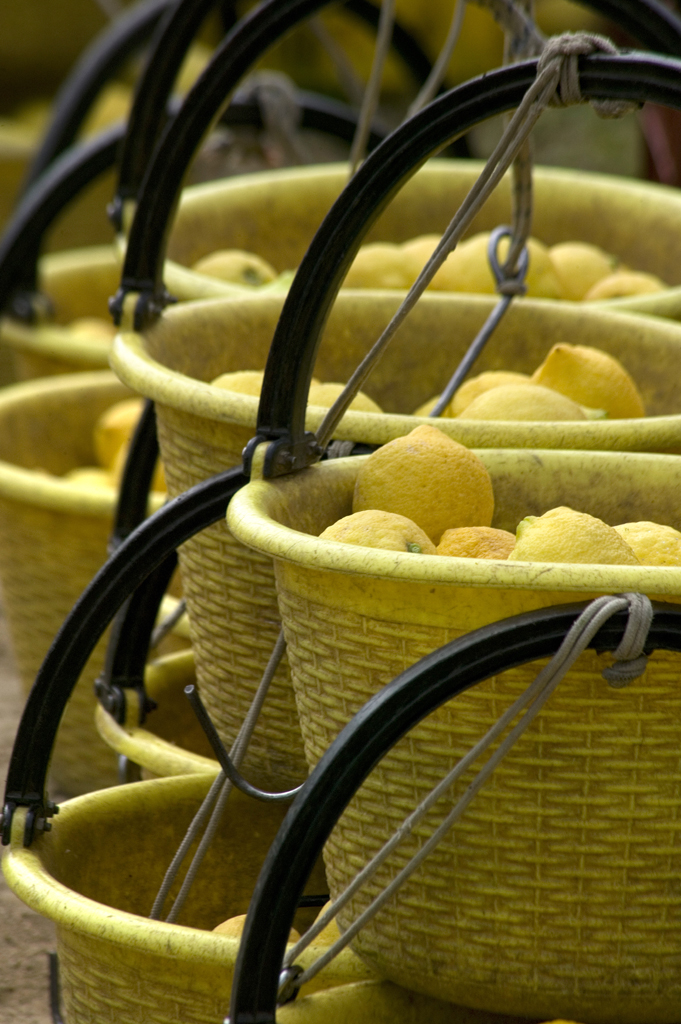
Zitronenkörbe (auf sizilianischem Dialekt: Panari)

Der „Limone di Siracusa g.g.A.“ ist durch einen hohen Saftgehalt und den Reichtum an ölhaltigen Drüsen in der Schale gekennzeichnet, sowie durch die hohe Qualität seiner ätherischen Öle. Die Syrakuser Zitronenart nennt sich Femminello, wegen der beträchtlichen Fruchtbarkeit der Pflanze, die das ganze Jahr über wieder blüht: Der Primofiore reift ab dem 1. Oktober, hat eine elliptische Form, Schale und Fruchtfleisch sind von hellgrün bis zitronengelb und der Saft ist zitronengelb; der Bianchetto reift ab dem 15. April, bietet sich elliptisch-eiförmig dar, mit einer hellgelben Schale, gelbem Fruchtfleisch und zitronengelbem Saft; der Verdello reift ab dem 1. Juli, hat eine elliptisch-kugelige Form und eine hellgrüne Schale, während Saft und Fruchtfleisch zitronengelb sind.
Die Pflanzdichte darf höchstens 400–500 Pflanzen je Hektar betragen, oder 850 Einheiten im Falle von dynamischer Pflanzung. Die Anpflanzungen können mit der konventionellen, integrierten oder biologischen Anbaumethode erfolgen. Alle Anbauoperationen müssen so durchgeführt werden, dass das richtige Gleichgewicht und die richtige Entwicklung der Pflanze, die immer einer korrekten Belüftung und der Sonne ausgesetzt sein muss, erhalten bleiben. Die Ernte der Früchte erfolgt manuell und direkt vom Baum, mithilfe von Erntescheren für das Durchschneiden des Stiels.
Dank seiner qualitativen Eigenschaften wird der „Limone di Siracusa“ nicht nur als frische Frucht, sondern auch in anderen Bereichen vermarktet; sie betreffen im Besonderen den Nahrungsmittelsektor, den medizinisch-wissenschaftlichen Sektor, die Kosmetik- und die Parfümindustrie, die sich durch die Verarbeitungsunternehmen mit Säften und ätherischen Ölen versorgen.

## Produktionskapazität
Der Limone di Siracusa stellt über 30 % des nationalen Angebots an Zitronen dar. Das aktuelle Konsumgebiet des „Limone di Siracusa g.g.A.“ ist vorwiegend der italienische Markt des organisierten Großhandels, besonders im Norden Italiens; der Export innerhalb der EU ist an die Märkte von Deutschland, Österreich, Frankreich, Vereinigtem Königreich und Dänemark gerichtet; der wichtigste Markt außerhalb der EU ist Norwegen. Seit der Anerkennung der g.g.A. (3. Februar 2011) ist der Limone di Siracusa g.g.A. immer gefragter: zertifizierte 1.503.089 kg im Laufe der Kampagne 2011/2012, 1.641.092 kg im Laufe der Kampagne 2012/2013 (+7,25 % im Vorjahresvergleich), 2.604.397 kg im Laufe der Kampagne 2013/2014 (+58,7 % im Vorjahresvergleich, +70,21 % in absoluten Zahlen), 2.472.100 kg im Laufe der Kampagne 2014/2015 (−5,08 % im Vorjahresvergleich, +61,56 % in absoluten Zahlen), 3.608.822 im Laufe der Kampagne 2015/2016 (+45,98 % im Vorjahresvergleich, +135,85 % in absoluten Zahlen), 5.357.104 kg im Laufe der Kampagne 2016/2017 (+48,44 % im Vorjahresvergleich, +250,11 % in absoluten Zahlen), 6.431.717 kg im Laufe der Kampagne 2017/2018 (+20,05 % im Vorjahresvergleich, +320,35 % in absoluten Zahlen). Die Vermarktung des frischen Produkts in den Verpackungen „Limone di Siracusa g.g.A.“ ist den Mitgliedern des Konsortiums vorbehalten. Das Produkt wird als „Limone di Siracusa g.g.A.“ vermarktet: Es kann unverpackt oder in geeigneten Behältern aus Karton, Holz, Plastik oder in Netzen und Taschen mit fest am Netz befestigtem Kunststoffband vermarktet werden. Die Handelsklassen sind ausschließlich Extra und I, während für die Herstellung von verarbeiteten Produkten auch die niedrigeren Klassen zugelassen sind, welche auf jeden Fall denselben Vorschriften der Produktspezifikation unterliegen.

## Verwendung des Produkts
Der Saft und die Schale des Limone di Siracusa (g.g.A.) sind als hochwertig anerkannt und von führenden Betrieben im Nahrungsmittelsektor zur Herstellung von Eis, Bonbons, Backwaren, alkoholfreien Getränken, Marmeladen, Likören, Limoncello und einer breiten Menge von Halbfertigprodukten sehr gefragt. Die ätherischen Öle sind in der Kosmetik und von den wichtigsten Parfümfirmen der Welt sehr gefragt.

## Kuriositäten und Folklore

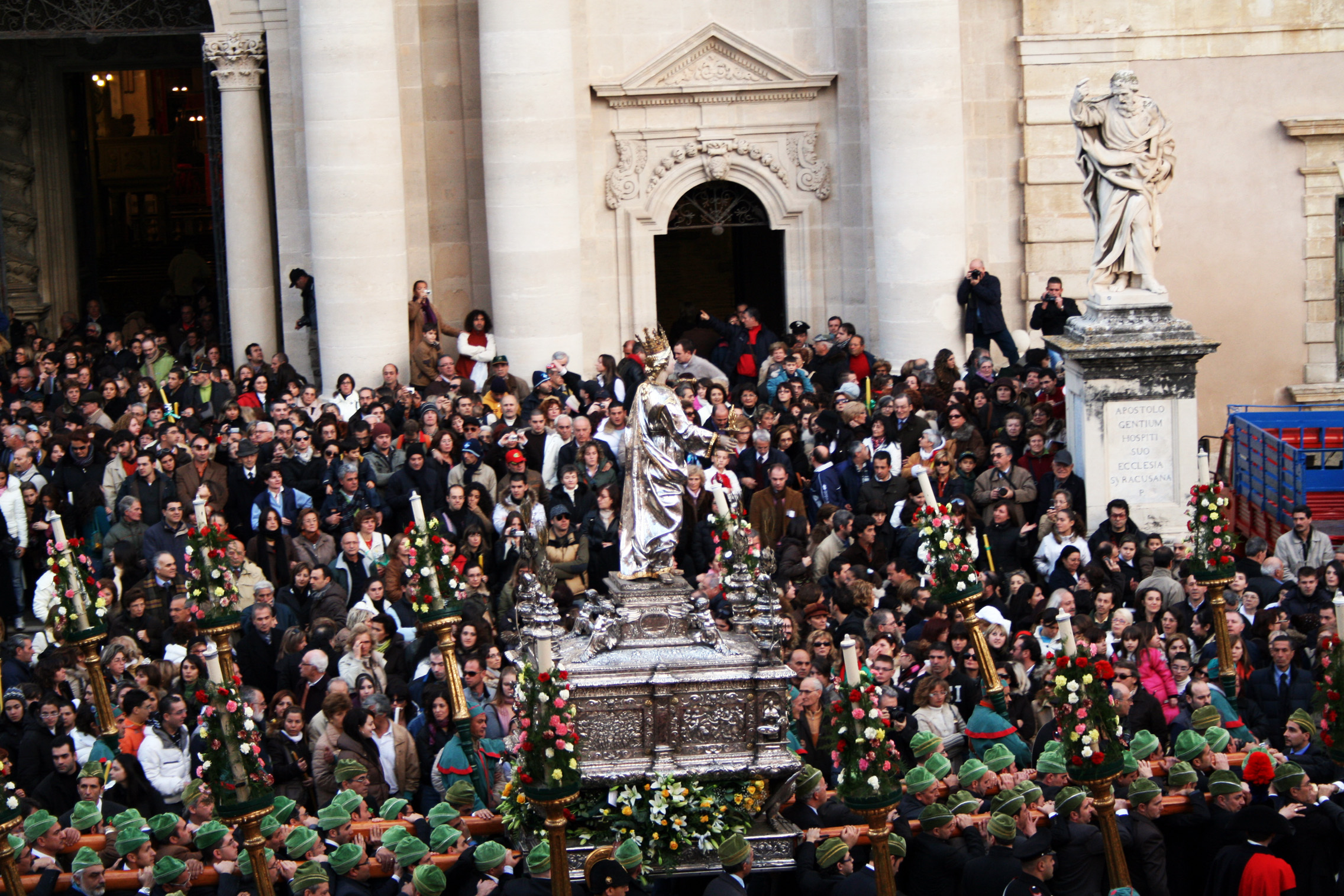
Das Patronatsfest von Santa Lucia in Syrakus

Die Stadt Syrakus feiert jedes Jahr am 13. Dezember das Patronatsfest von Santa Lucia mit einer langen Prozession von Piazza Duomo in Ortigia bis zur Kirche von Santa Lucia al Sepolcro. Acht Tage später, am 20. Dezember, legt die Prozession den umgekehrten Weg zurück. Am 13. Dezember werden die großen Kerzen an den Ecken der Statue traditionell mit Blumen bedeckt, während am 20. Dezember mit Zitronen und Orangen verzierte Kerzen neben die Silberstatue gestellt werden. Die Gabe des Frühobstes an die Heilige hatte nicht nur einen ästhetischen Wert, sondern auch eine eigene Bedeutung: Sie stellte den Weg der Prozession vom Land in die Stadt dar, wenn die Zone von Piazza Santa Lucia die Nordgrenze der Urbanisierung repräsentierte, und die Definition von „Stadt“ der Insel Ortigia vorbehalten war.

## Zitronen (g.g.A.) in der Europäischen Union
Italien hat eine mit Zitronen angebaute Fläche von 16.693 Hektar. Der Limone di Siracusa stellt mit einer Oberfläche von circa 6.000 Hektar über 30 % der gesamten nationalen Produktion dar. Das Produktionsgebiet umfasst den Küstenstreifen von 10 Gemeinden in der Provinz Syrakus in Sizilien: Augusta, Avola, Melilli, Noto und Syrakus, zu denen ein Teil des inneren, zu den Gemeinden Floridia, Solarino, Priolo Gargallo, Rosolini und Sortino gehörenden Territoriums hinzukommt.
Das sind die mit Zitronen mit geschützter geographischer Angabe bebauten Flächen in der Europäischen Union:
| Sorte g.g.A.                  | Herkunft   | Oberfläche in Hektar (ha) |
| ----------------------------- | ---------- | ------------------------- |
| Limone di Siracusa            | Italien    | 6.000                     |
| Citricos Valencianos          | Spanien    | 3.300                     |
| Limone Interdonato di Messina | Italien    | 950                       |
| Limone di Sorrento            | Italien    | 400                       |
| Limone di Amalfi              | Italien    | 400                       |
| Limone Femminello del Gargano | Italien    | 400                       |
| Citrinos do Algarve           | Portugal   | 320                       |
| Limone di Rocca Imperiale     | Italien    | 200                       |
| Citron de Menton              | Frankreich | n. a.                     |

Die Europäische Union rühmt sich neun Bezeichnungen (g.g.A.) für die Zitrone: sechs davon sind von Italien, eine von Frankreich, eine von Spanien und eine von Portugal erhalten worden. Außer dem „Limone di Siracusa“ umfassen die italienischen Bezeichnungen den „Limone di Sorrento“, den „Limone Costa d’Amalfi“, den „Interdonato di Messina“, den „Femminello del Gargano“ und den „Limone di Rocca Imperiale“. Die französische Bezeichnung ist der „Citron de Menton“. Die spanische Bezeichnung ist der „Citricos Valencianos“, während in Portugal die Sorte „Citrinos do Algarve“ geschützt ist.

## Das Konsortium
Das Konsortium für den Schutz des Limone di Siracusa g.g.A. ist am 13. Juli 2000 gegründet worden, hat keinen Erwerbszweck und übt keine kommerzielle Tätigkeit aus. Das Konsortium hat unter seinen wichtigsten Aufgaben:
- Die Ermittlung der Produktionszonen und der unter Schutz zu stellenden Sorten;
- Die Überwachung des korrekten Gebrauches der Bezeichnung „Limone di Siracusa g.g.A.“ in der Ursprungszone und auf den Märkten;
- Die Realisierung von Förderinitiativen in Italien und im Ausland mit dem Ziel, die Kenntnis und das Image des Produktes und des Siegels g.g.A. zu verbreiten.

Seit dem 22. Februar 2018 ist Michele Salvatore Lonzi Präsident des Konsortiums für den Schutz des Limone di Siracusa g.g.A.